# ستانلي راكمان
ستانلي جاك راكمان (مواليد 1934) هو طبيب نفساني وأستاذ فخري في قسم علم النفس في جامعة كولومبيا البريطانية في فانكوفر، كولومبيا البريطانية، كندا.

## مهنة
يعمل راكمان في المقام الأول مع اضطراب الوسواس القهري (OCD) واضطرابات القلق الأخرى .  وقد تم الاعتراف بمساهماته وإنجازاته من خلال العديد من الجوائز.  يعمل راكمان في العديد من هيئات التحرير وكان رئيس تحرير أبحاث السلوك والعلاج حتى تقاعد. وقد نشر كتبًا ومئات من المقالات حول اضطراب الوسواس القهري واضطرابات القلق الأخرى، واقترح مؤخرًا نماذج معرفية جديدة وعلاجات للوسواس والتحقق القهري، بالإضافة إلى اقتراح تصور مفصل للخوف من التلوث.
راكمان حاليا أستاذ فخري في علم النفس في معهد الطب النفسي، كينجز كوليدج بلندن. حصل على جائزة الإنجاز مدى الحياة من مجلس الممارسة المهنية للجمعية النفسية البريطانية [بحاجة لمصدر]في عام 2009.

## حياة شخصية
ستانلي راكمان هو والد المؤلف توم راكمان والصحفي جدعون راكمون.

## قائمة مراجع مختارة

### كتب
- الخوف من التلوث: التقييم والعلاج (العلاج السلوكي المعرفي: العلم والممارسة) بقلم ستانلي راكمان (غلاف عادي - 22 يونيو 2006)

- الوسواس القهري: الحقائق بادمال دي سيلفا وستانلي راكمان (غلاف عادي - 16 ديسمبر 2004)
- القلق (علم النفس العيادي، دورة معيارية) بقلم س.راكمان (غلاف عادي - 28 أكتوبر 2004)
- اضطراب الهلع: الحقائق التي كتبها ستانلي راكمان وبادمال دي سيلفا (غلاف عادي - 18 مارس 2004)
- علاج الهواجس(الطب) بقلم ستانلي راكمان (غلاف عادي - 13 مارس 2003)
- الإدارة النفسية[بحاجة لمصدر] للألم المزمن: دليل العلاج / الطبعة الثانية بقلم H. Clare Philips و Stanley Rachman (غلاف عادي - 1996)
- الخوف والشجاعة بقلم ستانلي راكمان (غلاف عادي - سبتمبر 1989)
- التحليل النفسي للأداء الشجاع في الأفراد العسكريين بقلم ستانلي راكمان(Unknown Binding - 1986)
- الهواجس والإكراهات بقلم Ray J Rachman Stanley J & Hodgson (غلاف فني - 1980)
- مساهمات في علم النفس الطبي (علم النفس الطبي الدولي) بقلم ستانلي راكمان (غلاف فني - 1977)
- معاني الخوف بقلم ستانلي راكمان (غلاف عادي - 1974)
- علاج النفور واضطرابا ت السلوك: تحليل [بقلم] S. Rachman و J. Teasdale. مقدمة بقلم HJ Eysenck بقلم ستانلي راكمان (غلاف فني - 1969)
- الرهاب:[بحاجة لمصدر] طبيعتها وسيطرتها بقلم ستانلي راكمان(غلاف فني - يونيو 1968)

### مقالات
- Rachman S, Wilson GT. Expansion in the provision of psychological treatment in the United Kingdom. Behav Res Ther. 2008 Mar;46(3):293-5.
- Rachman S, Radomsky AS, Shafran R. Safety behaviour: a reconsideration. Behav Res Ther. 2008 Feb;46(2):163-73.
- Rachman S. Unwanted intrusive images in obsessive compulsive disorders. J Behav Ther Exp Psychiatry. 2007 Dec;38(4):402-10.
- Herba JK, Rachman S. Vulnerability to mental contamination. Behav Res Ther. 2007 Nov;45(11):2804-12.
- Fairbrother N, Rachman S. PTSD in victims of sexual assault: test of a major component of the Ehlers-Clark theory. J Behav Ther Exp Psychiatry. 2006 Jun;37(2):74-93.
- Fairbrother N, Newth SJ, Rachman S. Mental pollution: feelings of dirtiness without physical contact. Behav Res Ther. 2005 Jan;43(1):121-30.
- Thordarson DS, Radomsky AS, Rachman S, Shafran R, Sawchuk CN, Ralph Hakstian A. The Vancouver Obsessional Compulsive Inventory (VOCI). Behav Res Ther. 2004 Nov;42(11):1289-314.
- Rachman S. OCD in and out of the clinic. J Behav Ther Exp Psychiatry. 2004 Jun;35(2):207-8.
- Radomsky, A.S., & Rachman, S. (2004). The importance of importance in OCD memory research. Invited paper in the Journal of Behavior Therapy and Experimental Psychiatry, 35(2), 137-151.
- Radomsky, A.S., & Rachman, S. (2004). Symmetry, ordering and arranging compulsive behaviour. Behaviour Research & Therapy, 42(8), 893-913.
- Thordarson, D.S., Radomsky, A.S., Rachman, S., Shafran, R., Sawchuk, C.N., & Hakstian, A.R. (2004). The Vancouver Obsessional Compulsive Inventory (VOCI). Behaviour Research & Therapy, 42(11), 1289-1314.
- Radomsky, A.S., Rachman, S., & Hammond, D. (2001). Memory bias, confidence and responsibility in compulsive checking. Behaviour Research & Therapy, 39(7), 813-822.
- Radomsky, A.S., Rachman, S., Thordarson, D.S., McIsaac, H.K., & Teachman, B.A. (2001). The Claustrophobia Questionnaire (CLQ). Journal of Anxiety Disorders, 15(4), 287-297.
- Radomsky, A.S., & Rachman, S. (1999). Memory bias in obsessive-compulsive disorder (OCD). Behaviour Research and Therapy, 37(7), 605-618.
- Radomsky, A.S., Rachman, S., Teachman, B., & Freeman, W. (1998). Why do episodes of panic stop? Journal of Anxiety Disorders, 12(3), 263-270.